# 한병채
한병채(韓柄寀, 1933년 7월 3일 ~  )는 대한민국의 국회의원과 헌법재판소 재판관을 역임한 정치인이다. 자(字)는 야촌(倻村).

## 학력
- 대구서부공립국민학교 졸업
- 경북공립중학교 졸업
- 능인고등학교 졸업
- 고려대학교 정치학과 학사

## 경력
- 고등고시 사법과 합격
- 춘천,서울,대전,대구판사,의성지원장
- 변호사 개업(대구)
- 신민당 대변인
- 국회 문교 공보 상임위원장
- 국회 제30차 APPU한국대표 및 단장
- 88 서울올림픽 조직위원 및 집행위원
- 국회 법제 사법 상임위원장
- 초대 헌법재판소 재판관 (상임재판관)
- 변호사 개업, 헌정재판연구소 개설
- 평화합동 법률사무소 가입

## 역대 선거 결과
|  | 57.20% |

|  | 23.79% |

|  | 48.03% |

|  | 28.33% |

|  | 22.83% |

|  | 6.95% |